# Wargielity
Wargielity (deutsch Worglitten) ist ein Ort in der polnischen Woiwodschaft Ermland-Masuren. Er gehört zur Gmina Bartoszyce (Landgemeinde Bartenstein) im Powiat Bartoszycki (Kreis Bartenstein (Ostpr.)).

## Geographische Lage
Wargielity liegt in der nördlichen Mitte der Woiwodschaft Ermland-Masuren, 15 Kilometer südlich der früheren und heute auf russischem Hoheitsgebiet gelegenen Kreisstadt Preußisch Eylau (russisch Bagrationowsk) bzw. 13 Kilometer westlich der heutigen Kreismetropole Bartoszyce (deutsch Bartenstein).

## Geschichte
Bereits vor 1400 wurde das damals Wargelitekeim und später Worglitten genannte Dorf gegründet. Im Jahre 1874 wurde es als Landgemeinde in den neu gebildeten Amtsbezirk Worienen (polnisch Woryny) im ostpreußischen Kreis Preußisch Eylau eingegliedert. Im Jahre 1910 zählte Worglitten 102 Einwohner.
Am 30. September 1928 erfolgte ein Zusammenschluss der beiden Landgemeinden Stettinnen (polnisch Szczeciny) und Worglitten sowie des Gutsbezirks Neukrug (polnisch Nowa Karczma) zur neuen Landgemeinde Worglitten. Am 16. Januar 1929 wurden Teile der Landgemeinde Dixen (polnisch Deksyty) sowie die Ortsteile Adlig Langendorf und Glücklack der Landgemeinde Albrechtsdorf (polnisch Wojciechy) und der Forst Greiben der Landgemeinde Sand (polnisch Piasek) aus dem Amtsbezirk Albrechtshof in die Landgemeinde Worglitten umgegliedert.
Am 14. Mai 1930 wurde ein neuer Amtsbezirk errichtet: der Amtsbezirk Eichhorn (polnisch Wiewiórki). Er setzte sich aus den dazu umgegliederten Gemeinden Dixen, Eichhorn und nun eben auch Worglitten zusammen. Er bestand bis 1945. Die Einwohnerzahlen Worglittens beliefen sich im Jahre 1933 auf 313 und im Jahre 1939 auf 279.
Im Jahre 1945 wurde in Kriegsfolge das gesamte südliche Ostpreußen an Polen abgetreten. Worglitten erhielt die polnische Namensform „Wargielity“ und ist heute eine Ortschaft innerhalb der Landgemeinde Bartoszyce (Bartenstein) im Powiat Bartoszycki (Kreis Bartenstein (Ostpr.)), von 1975 bis 1998 der Woiwodschaft Olsztyn, seither der Woiwodschaft Ermland-Masuren zugehörig. Wargielity zählte im Jahre 2021 insgesamt 46 Einwohner.

## Religion
Bis 1945 war Worglitten in die evangelische Kirche Eichhorn (polnisch Wiewiórki) in der Kirchenprovinz Ostpreußen der Kirche der Altpreußischen Union, außerdem in die römisch-katholische Kirche Landsberg (Ostpreußen) (polnisch Górowo Iławeckie) im damaligen Bistum Ermland eingepfarrt.
Heute gehört Wargielity katholischerseits zur Pfarrei Wojciechy (Albrechtsdorf) im jetzigen Erzbistum Ermland, evangelischerseits zur Kirche in Bartoszyce (Bartenstein), einer Filialkirche der Johanneskirche in Kętrzyn (Rastenburg) in der Diözese Masuren der Evangelisch-Augsburgischen Kirche in Polen.

## Verkehr
Wargielity liegt an einer Nebenstraße, die von Rodnowo (Reddenau) über Wajsnory (Weischnuren) in den Ort führt. Außerdem endet hier eine von Szczeciny (Stettinnen) kommende Straße.
Eine Anbindung an den Bahnverkehr besteht nicht.